# Sebastian Górski
Sebastian Górski (ur. 17 maja 1976 w Bydgoszczy) – polski perkusista.
Gra w zespole prog-metalowym LFG, a od 2002 roku w bydgoskim The Chainsaw. Współpracował także z None, Sibyline, Doctrine-X. Obecnie gra również w zespole Róże Europy.

## Dyskografia
- 2002 Chainsaw – Electric Wizards 2002/2004 – Shark Rec./Metal Mind
- 2005 Chainsaw – The Journey into the Heart of Darkness – Empire Rec
- 2006 Chainsaw – A Sin Act – Empire Rec
- 2006 LFG – Duma i Upadek
- 2008 Chainsaw – Acoustic Strings Quartet – Oskar
- 2009 Chainsaw – Evilution – Metal Mind
- 2009 Doctrine-X – Mind control
- 2011 LFG – The Pride and The Fall
- 2012 Chainsaw – Live XV (DVD)
- 2013 Chainsaw – War of Words
- 2015 LFG – V